# Wuerffel Trophy
Le Wuerffel Trophy est une récompense décernée chaque année depuis 2005 au meilleur joueur de football américain de niveau universitaire qui, au cours de la saison écoulée, a combiné au mieux la réussite sportive et scolaire tout en apportant le meilleur apport à sa communauté.
Le nom du trophée tire son nom de l'ancien gagnant du Trophée Heisman et ancien joueur des Gators de la Floride, quarterback Danny Wuerffel (né le 27 mai 1974). Le prix est remis par l'association All Sports de Fort Walton Beach en Floride.
Le trophée, dessiné par W. Stanley Proctor, représente Wuerffel priant après avoir inscrit un touchdown,.

## Palmarès
| Saisons | Lauréats              | Postes            | Équipes                      |
| ------- | --------------------- | ----------------- | ---------------------------- |
| 2005    | Rudy Niswanger (en)   | Centre            | Tigers de LSU                |
| 2006    | Joel Penton           | Defensive Tackle  | Buckeyes d'Ohio State        |
| 2007    | Paul Smith (en)       | Quarterback       | Golden Hurricane de Tulsa    |
| 2008    | Tim Tebow             | Quarterback       | Gators de la Floride         |
| 2009    | Tim Hiller (en)       | Quarterback       | Broncos de Western Michigan  |
| 2010    | Sam Acho              | Defensive end     | Longhorns du Texas           |
| 2011    | Barrett Jones         | Offensive Tackle  | Crimson Tide de l'Alabama    |
| 2012    | Matt Barkley          | Quarterback       | Trojans d'USC                |
| 2013    | Gabe Ikard (en)       | Offensive Lineman | Sooners de l'Oklahoma        |
| 2014    | Deterrian Shackelford | Inside Linebacker | Rebels d'Ole Miss            |
| 2015    | Ty Darlington         | Centre            | Sooners de l'Oklahoma        |
| 2016    | Trevor Knight (en)    | Quarterback       | Aggies du Texas              |
| 2017    | Courtney Love         | Linebacker        | Wildcats du Kentucky         |
| 2018    | Drue Tranquill (en)   | Linebacker        | Fighting Irish de Notre-Dame |
| 2019    | Jon Wassink           | Quarterback       | Broncos de Western Michigan  |